# Eugene Garfield
Eugene K. Garfield (New York, 16 settembre 1925 – Filadelfia, 26 febbraio 2017) è stato un linguista e editore statunitense, uno dei fondatori della bibliometria e della scientometria e uno dei pionieri nel campo delle scienze dell'Informazione.

## Biografia
Garfield ha studiato alla Columbia University laureandosi una prima volta nel 1949 in chimica e una seconda volta nel 1954 in biblioteconomia. Nel 1955, allorché lavorava come consulente per case farmaceutiche e per enti che svolgevano una imponente attività di ricerca e avevano pertanto la necessità di essere aggiornate sulle novità nei campi di interesse, ipotizzò che i repertori bibliografici, oltre a permettere il reperimento delle informazioni tecniche, potevano dare informazioni aggiuntive concernenti le riviste e gli autori attraverso un indice che tenesse conto delle citazioni nei lavori altrui pubblicati successivamente: la prima esposizione dei concetti di Citation index e di Impact factor. Garfield, che nel 1961 conseguirà anche un dottorato di ricerca in linguistica strutturale all'Università della Pennsylvania, nel 1960 fondò l'Institute for Scientific Information (ISI), una società dedicata alla distribuzione delle informazioni bibliografiche che nel 1992 fu acquistata dalla Thomson Scientific & Healthcare e successivamente è diventata di proprietà della Thomson Reuters.
Eugene Garfield è stato anche il fondatore e l'editore di The Scientist, una rivista dedicata ai ricercatori nell'ambito delle scienze biologiche.
È morto il 26 febbraio 2017, all'età di 91 anni.

## Premi
- 1984 Medaglia commemorativa Derek de Solla Price